# اپرون
در ژنتیک، اپرون واحد عملکرد دی‌ان‌ای ژنومی است که شامل مجموعه‌ای از ژن‌های تحت کنترل یک سیگنال برانگیزنده یا پروموتر است. از هر یک اپرون یک آران‌ای پیام‌رسان ( mRNA) رونویسی می‌شود. البته اپرون علاوه بر یوکاریوتها، در پروکاریوتها و ویروس‌ها نیز وجود دارد.

## ساختار اپرون
یک اپرون از چهار بخش اصلی تشکیل شده است:
1. برانگیزنده یا پروموتر
2. تنظیم‌کنننده
3. اپراتور
4. ژنهای ساختاری
بسیاری اوقات در انتهای یک اپرون یک بخش انتهایی (ترمیناتور) نیز وجود دارد.

## اپرون لک
اپرون لک یکی از معروفترین اپرون‌ها است. اپرون لک اپرون مورد نیاز برای انتقال و سوخت‌وساز لاکتوز در اشریشیا کلی (E.coli) و برخی دیگر از باکتری‌های روده‌ای است. اپرون لک سه ژن ساختاری lacZ ، lacY و lacA دارد. این سه ژن آنزیمهای بتا گالاکتوزیداز ، لاکتوز پرمئاز و گالاکتوزید O-استیل ترانسفراز را کد می‌کنند. این سه آنزیم برای متابولیسم لاکتوز در باکتری ضروریند.